# اصطفاء القرابة

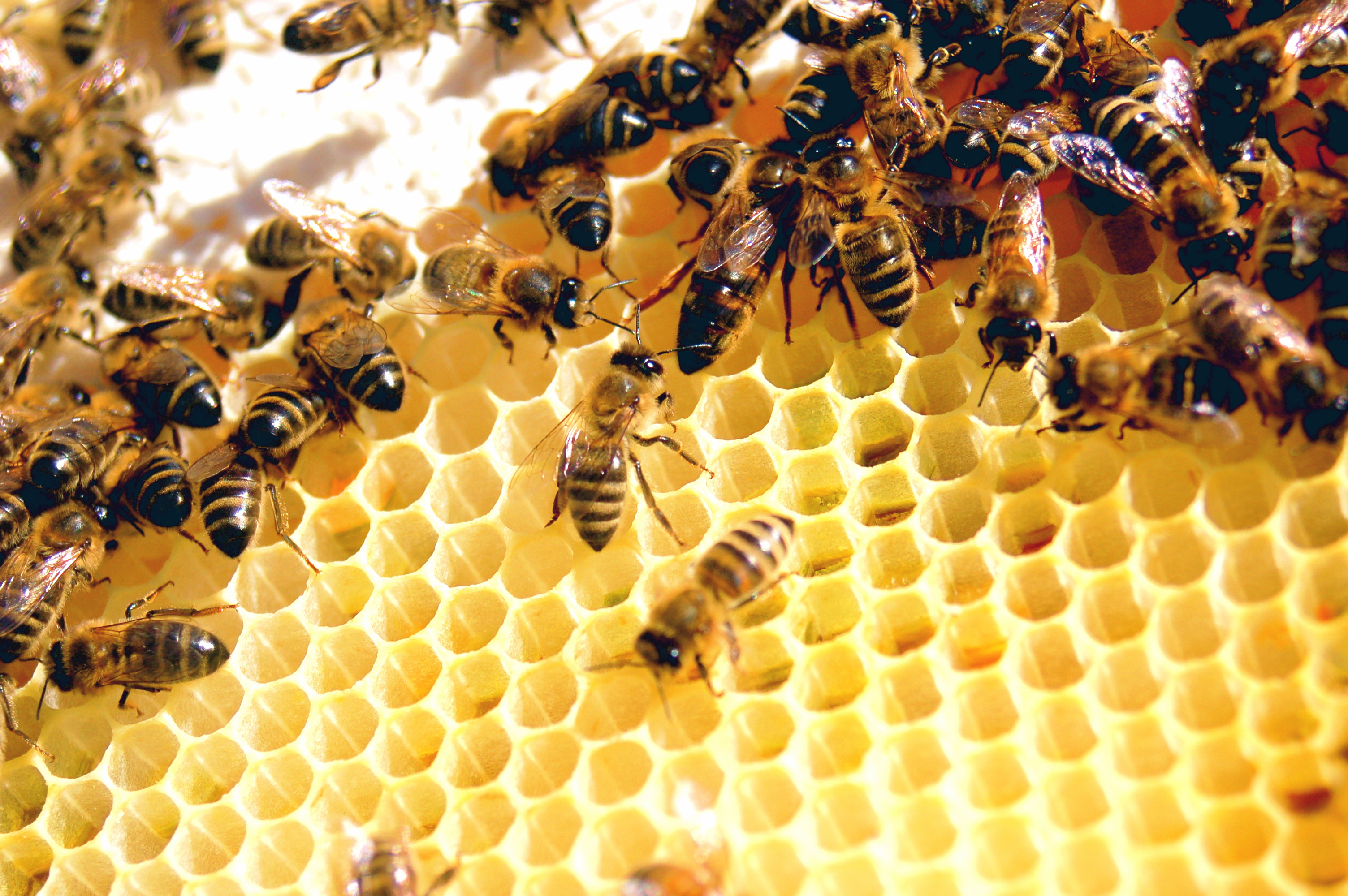

اصطفاء الأقارب هو آلية تطورية تحابي السلوك الإيثاري للكائن الحي تجاه أقاربه. وذلك بسبب أنَّ الأقارب عادةً يحملون نسبة كبيرة من الألائل المشتركة. الأليل الذي يؤدي بالكائن الحي لأن يساعد أقاربه على النجاة والتكاثر (أليل مساعد أو إيثاري)، يحتمل أن يحمله أيضاً أقرباء هذا الكائن. وبكون هذا الأليل إيثارياً، فإنه يسهم في زيادة تواتره وانتشاره في التجمع بما أنه يحمل الفرد على مساعدة أقاربه في زيادة فرص بقائهم وإنتاجهم للنسل، حتى وإن أتى ذلك على حساب فرص البقاء والنجاح التناسلي للفرد نفسه. والنسل الناتج عن الأقارب يحمل أيضاً بدوره الأليل الإيثاري، فيزداد تواتره مع كل جيل.
كان تشارلز داروين أول من تناول فكرة اصطفاء الجماعة من الأقارب في كتابه أصل الأنواع. ورونالد فيشر كان أول من قدم تحليلات رياضياتية رسمية لإصطفاء القرابة عام 1930. وتلاه عالم الوراثة والأحيائي التطوري جاي بي إس هولدين في عام 1932 و1955، وفيما بعد في أعماله التي نشرت في عام 1963 و1964. وقد أشاع ويليام هاملتون الفكرة وكذلك التحليل الرياضياتي الأكثر تعمقاً الذي أعطاها إياه جورج برايس. وجون ماينارد سميث قد يكون أول من ابتكر المصطلح "kin selection" (اصطفاء القرابة) في عام 1964.

## نظرية تاريخية
كان تشارلز داروين أوّل من ناقش مفهوم اصطفاء/انتقاء الأقارب. في أصل الأنواع، كتب بوضوح عن اللغز الذي تمثّله الحشرات المعقّمة ذات الإيثار، حيث قال:
في هذه الفقرة، تعني كل من «العائلة» و«السلالة» مجموعة الأقارب. هذه الفقرات وغيرها من فقرات داروين حول «اصفاء القرابة» مظلّلة في الكتاب المرجعي لـ دي جي فوتويما لعلم الأحياء التطوّري، وكتاب إي أو ويلسون حول علم الأحياء الاجتماعي.
كانت أوّل العلاجات الرياضيّة الرسميّة لانتقاء الأقارب من قبل إي فيشر في عام 1930 وجي بي إس هالدين في عام  1932 و 1955. استوعب هالدين الكميّات والاعتبارات الأساسيّة في انتقاء الأقارب، وكتب جملته الشهيرة «سأقامر بحياتي من أجل أخوين أو ثمانية أبناء عمومة». أشارت ملاحظة هالدين إلى حقيقة أن فقدان الفرد لحياته لإنقاذ شقيقين وأربعة أبناء أو ثمانية أبناء عمومة، تعتبر صفقة عادلة من الناحية التطوريّة، حيث أن الأشقّاء في المتوسّط متطابقين بنسبة 50% والأبناء بنسبة 25% وأبناء العم بنسبة 12.5%. لكن هالدين قال مازحاً أنّه سيموت حقّاً فقط لإنقاذ أكثر من توءم واحد متطابق أو أكثر من اثنين من إخوته.

## قانون هاميلتون
يجب زيادة الجينات في وتيرة ما عندما rB>C حيث:
r: العلاقة الوراثيّة من المستلم إلى الفاعل، والتي تعرف غالباً على أنها احتمال أن يكون الجين الذي يتمّ انتقاؤه عشوائيّاً من كل شخص في نفس المكان عن طريق النسب.
B: المنفعة الإنجابيّة الإضافيّة التي اكتسبها متلقّي الإيثار.
C: التكلفة الإنجابيّة للفرد الذي يقوم بالفعل.
تعرف عدم المساواة هذه بقانون هاميلتون، على اسم دبليو. دي هاميلتون الذي نشر في عام 1964 أول علاج كمّي رسمي لاختيار الأقارب.
التعرّف على الأقارب: تتنبّأ النظريّة بأن حاملي إحدى السمات (مثل «اللحية الخضراء» الوهميّة) سوف يتصرّفون بطريقة إيثاريّة تجاه الآخرين الذين يملكون نفس الصفة.

## الميكانيكيّة
يحدث الإيثار عندما يعاني الفرد المتحرّض من فقدان اللياقة البدنيّة بينما يواجه الفرد المستلم مكسباً للياقة البدنيّة. مثال على ذلك، التضحية التي يقدّمها الفرد لمساعدة الآخر.
التعرف على الأقارب، أولاً، إذا كان لدى الأفراد القدرة على التعرّف على الأقارب والتمييز (بشكل إيجابي) على أساس القرابة، فإن متوسّط الصلة بين متلقّي الإيثار يمكن أن يكون مرتفعاً بدرجة كافية لاختيار الأقارب. بسبب الطبيعة الاختياريّة لهذه الآليّة، من المتوقّع أن يكون التعرّف على الأقارب والتمييز غير مهمّين إلا بين أشكال الحياة «العليا». يلاحظ أيضاً أنّه قد يتم تحديد التعرّف على الأقارب لتجنّب زواج الأقارب، وتشير الأدلّة القليلة إلى أن التعارف على الأقارب الفطري يلعب دوراً في الإيثار.
إن التجربة الفكريّة حول التمييز بين الأقارب هي «اللحية الخضراء»، حيث يتخيّل أيضاً أن يتسبب الجين في السلوك الاجتماعي في حدوث نمط ظاهري مميز يمكن التعرف عليه بواسطة حاملات الجينات الأخرى. بسبب التشابه الجيني المتضارب في بقيّة الجينوم، سيكون هناك ضغط انتقائي من أجل قمع تضحيات الإيثار من اللحية الخضراء، مما يجعل السلف المشترك الشكل الأكثر احتمالاً للياقة البدنيّة الشاملة.

## انتقاء الأقارب والأنماط الاجتماعيّة البشريّة
للعائلات أهميّة في السلوك الإنساني، لكن اختيار الأقارب قد يكون مبنيّاً على التقارب وغيرها من الإشارات.
حاول علماء النفس التطوريين، في أعقاب تفسير علماء الاجتماع البشريّين الأوائل لنظريّة انتقاء الأقارب، في البداية شرح سلوك الإيثار البشري الشائعة بشكل غير دقيق.
كما هو الحال مع الغزوات الاجتماعية الأحيائيّة السابقة في البيانات المشتركة بين الثقافات، فإن الأساليب التقليديّة ليست قادرة على العثور على توافق توضيحي مع النتائج التي توصل إليها علماء الإثنوغرافيا من حيث أن أنماط القرابة البشريّة لا تعتمد بالضرورة على روابط الدم. ومع ذلك، كما توضّح التصحيحات اللاحقة لهاميلتون في نظريّته، فإنّه لا يتنبّأ ببساطة بأن الأفراد المرتبطين وراثيّاً سوف يتعرّفون حتماً على سلوكيّات اجتماعيّة إيجابيّة مع الأقارب الجينيين ويتشاركون فيها، بدلاً من ذلك، ربّما تكون الآليّات المستندة إلى السياق غير المباشر قد تطوّرت، وربّما قد تطوّرت في البيئات التاريخيّة استيفاء لمعيار اللياقة الشامل.

## أمثلة
في مجتمعات الغينون الوحداني، الأمهات (والأقارب المرتبطين بالأمهات) يفضّلون بعضهم البعض، ولكن مع الأقارب البعيدين أكثر من نصف الأشقّاء، ينخفض هذا الانحياز بشكل كبير.
تظهر نداءات الإنذار عند السناجب الأرضيّة لتأكيد اختيار الأقارب. في حين أن نداءات الإنذار قد تنبّه الآخرين من نفس النوع إلى الخطر، فإنها تسترعي الانتباه إلى مطلق الإنذار وتعرّضه لخطر متزايد من الافتراس. تحدث النداءات في أغلب الأحيان عندما يكون لمطلق النداء أقارب في الجوار.

## عند البشر
سواء كانت قاعدة هاميلتون تنطبق دائماً أم لا، فإن العلاقة غالباً ما تكون مهمّة للإيثار البشري، حيث يميل البشر إلى التصرّف بشكل أكثر إيثاراً تجاه الأقارب منهم تجاه الأفراد غير المرتبطين بهم. يختار الكثير من الناس العيش بالقرب من الأقارب، وتبادل الهدايا الكبيرة مع الأقارب، وتفضيل الأقارب في الوصايا بما يتناسب مع علاقتهم.

## في الأنواع غير البشريّة
تعرّض سعادين الفرفيت لاختيار الأقارب بين الأشقّاء والأمّهات وذريّة الاحفاد، تستفيد هذه السعادين من الإيثار، حيث تكون الألفة عادةً من الأخوات الأكبر سنّاً أو الجدّة. أظهرت دراسات أخرى أن الأفراد سوف يتصرّفون بقوّة تجاه أفراد آخرين كانوا عدوانيّين تجاه أقربائهم.